# Jamides epilectus
Jamides epilectus is een vlinder uit de familie van de Lycaenidae. De wetenschappelijke naam van de soort is voor het eerst gepubliceerd in 1897 door Henley Grose-Smith.
De soort komt voor op het eiland Fergusson, deel uitmakend van de D'Entrecasteaux-eilanden in Papoea-Nieuw-Guinea.